# 스우비체군

루부시주 지도에 표시된 스우비체군의 위치

스우비체군(폴란드어: powiat słubicki)은 폴란드 루부시주에 위치한 군으로 군청 소재지는 스우비체이며 면적은 999.77km2, 인구는 47,018명(2019년 6월 30일 기준), 인구 밀도는 47명/km2이다.
북쪽으로는 고주프군, 동쪽으로는 술렝친군, 남쪽으로는 크로스노군과 접하며 서쪽으로는 독일과 국경을 접한다. 5개 지방 자치체(4개 도시형 농촌, 1개 농촌)를 관할한다.

군기
군 문장